# Celestia
Celestia és un projecte de codi obert de simulació de l'espai en 3 dimensions.
Va ser creat per Chris Laurel i inclou suport per a OpenGL, amb una GUI en GTK i també en Qt. El projecte va ser presentat l'any 2001 sota la llicència GPL. La gran diversitat d'aquest programa proporciona figures com els planetes del sistema solar, satèl·lits, galàxies, també s'inclouen constel·lacions i dades precises sobre les seves coordenades d'ubicació.
Actualment hi ha versions per a GNU/Linux, Windows i Mac OS X.

## Funcions
- Guia de Viatge
- Catàleg Hipparcos (120.000 Estrelles)
- Cercador d'eclipsis solars i lunars fins a l'any 9999
- És possible registrar l'ús del programa en un arxiu de vídeo fins a una resolució de 720x576 píxels.
- El temps pot ser posat tan lluny en el futur o passat com desitgi (encara que les òrbites de planeta siguin només exactes dintre d'uns mil·lennis del present, i apareguin desbordaments aritmètics en l'any 5874774)
- Les constel·lacions i les òrbites de planetes (incloent planetes extrasolars al voltant de les estrelles que en tenen un o diversos), llunes, asteroides, estels i satèl·lits poden ser indicades.
- Els noms de tots els objectes en l'espai poden ser indicats: galàxies, cúmuls, estrelles, planetes, llunes, asteroides, estels i satèl·lits
- Es poden mostrar els noms de ciutats, cràters, observatoris, valls, aconseguint llocs, continents, muntanyes, mars i altres trets superficials.
- Mostra el radi, la distància, la durada de dia i la temperatura mitjana dels planetes.
- Mostra la distància, la lluminositat en relació amb el sol, la classe espectral, la temperatura i el ràdio d'estrelles.
- El nombre d'estrelles visibles pot ser modificat.
- El camp visual és infinitament variable.
- La lluminositat evident de les estrelles pot ser ajustada en tres etapes.
- El quadre de la imatge pot ser dividit, per a observar diversos objectes al mateix temps.
- Pot usar-se amb gamepad i palanca de control.